# Milo Gligorijević
Milovan Milo Gligorijević (24. januar 1942 — 23. jun 2017) bio je srpski novinar, književnik, publicista i izdavač.
Rođen je u selu Radanovci kod Kosjerića, odakle se kao devetogodišnjak preselio u Valjevo.
Bio je najmlađi maturant u istoriji Valjevske gimnazije. Diplomirao je na grupi za jugoslovensku i svetsku književnost Filološkog fakulteta u Beogradu.
Od 1964. godine je bio novinar dnevnog lista "Borba". Godine 1976. je izabran za glavnog i odgovornog urednika lista "Mladost", ali je smenjen na zahtev političkih struktura posle samo nekoliko meseci. Od 1977. je novinar "NIN"-a u kome je bio urednik kulturne rubrike, glavni i odgovorni urednik i potom predsednik Upravnog odbora. Godine 1999. napušta novinarstvo i počinje da se bavi izdavaštvom.
Preminuo je 23. juna 2017. u Beogradu.

## Bibliografija
- Nestor iz vode, roman, 1973.
- Strasna sedmica, pripovetke, 1977.
- Odgovor Miće Popovića, publicistika, 1983.
- Rat i mir Vladimira Dedijera, publicistika, 1984.
- Izlazak Srba, publicistika, 1987.
- Slučajna istorija, publicistika, 1988.
- Srbija na zapadu, putopisi, 1991.
- Ubijanje prošlosti, roman, 1998.
- Kovčeg Vizantije, publicistika, 2000.
- Ulica Bate Mihajlovića, publicistika, 2002.
- Ratni radovi, publicistika, 2002.
- Kula i posetioci, roman, 2003.
- Građevina životopisna, publicistika, 2008.
- Emigranti, publicistika, 2009.
- Srpska atlantida, putopisi, 2011.